# Sweet Dreams (1985)
Sweet Dreams ist eine US-amerikanische Filmbiografie aus dem Jahr 1985. Das Filmdrama basiert auf dem Leben von Patsy Cline und ist in Deutschland auch unter dem Fernsehtitel Der süße Traum vom Glück bekannt.

## Handlung
Charlie Dick ist in die schöne junge Sängerin Patsy Cline verliebt und versucht sie nach ihren Konzerten anzusprechen. Doch obwohl Patsy sich geschmeichelt fühlt, lehnt sie es ab, mit ihm einen zu trinken. Sie ist verheiratet. Allerdings nicht glücklich, denn ihr Mann ist ihr zu langweilig, weil er keinen Streit will und ihr kein Contra gibt. Als Charlie nach einer weiteren Absage bei einem ihrer Konzerte allerdings beleidigend und ausfallend wird und sie ihn bei einem späteren Konzert provoziert und er darauf eingeht ist sie nicht nur von seiner Hartnäckigkeit, sondern auch von seinem Willen so beeindruckt, dass sie sich auf ein Getränk einladen lässt und mit ihm in die Nacht tanzt. Ein Leben lang hat sie für ihre Familie gearbeitet und will jetzt nur noch solange singen, bis sie genügend Geld hat um sich später um ihre Familie kümmern zu können. Sie ist glücklich, dass sie sich endlich von ihrem Mann scheiden lassen kann, um mit Charlie gemeinsam auf Tournee zu gehen.
Nach kurzer Zeit nimmt sie auch dessen Heiratsantrag an. Allerdings verkommen die Flitterwochen zu zwei Tagen in einem kleinen Motel. Als Arbeiter in einer Druckerei kann sich Charlie einfach nichts Besseres leisten. Er fühlt sich Patsy einfach nicht gewachsen, was auch in schnellen, heftigen und eskalierenden Streitereien endet. Aber sie lieben sich dennoch, schließlich unterstützt er sie weiterhin bei ihrer Karriere. Als sich Patsy mit Hilfe ihrer Mutter einen Auftritt im nationalen Fernsehen erschwindelt, wird sie schlagartig berühmt und ihr Album ein großer Erfolg. Nur läuft es plötzlich privat überhaupt nicht mehr, denn obwohl Charlie bei der Nationalgarde ist, wird er plötzlich zur Army eingezogen. Patsy fühlt sich niedergeschlagen und verbringt traurig die Zeit bei ihrer Mutter. Erst nachdem sie ihn von sich aus besucht und mit einem Erfolgsalbum wieder auf Tournee ist, geht es ihr besser. Doch die nächste Überraschung kommt schon bald. Sie ist schwanger von Charlie und weiß nicht, was sie machen soll. Denn so sehr sie Charlie auch liebt, so unzuverlässig ist er auch. Das beweist er ihr, als sie während der Geburt mit ihrer Mutter allein im Krankenhaus ist, während er alkoholisiert lieber mit einer Frau in der Bar flirtet. Das führt zu weiteren Verstimmungen zwischen den beiden, die Charlie erst dadurch lösen kann, dass er sie nachts aus dem Haus von Patsys Mutter entführt und zu dem Ort bringt, wo sie das erste Mal tanzten, und um Verzeihung bittet. Sie vergibt ihm und beide leben ihre Ehe weiter.
Nachdem Patsy eigenwillig nach Nashville reiste, um den Plattenproduzenten Randy Hughes kennenzulernen, ist sie 1961 erneut mit ihm und einem weiteren Erfolgsalbum auf Tournee. Auch die Ehe mit Charlie funktioniert weitestgehend, sofern er keinen Alkohol trinkt. Aber zu jähzornigen Streitigkeiten kommt es erstmal nicht, denn Patsy hat einen schlimmen Autounfall. Während sie mit ihrem Bruder mitfährt, rast ihr ein Lastwagen in die Beifahrerseite. Sie erwacht erst wieder im Krankenhaus und ist in den nächsten Wochen auf Krücken angewiesen. Weil Charlie auf der Arbeit von seinen Arbeitskollegen bezüglich des Erfolges seiner Frau aufgezogen wird, führt das auch zwischen ihm und Patsy immer wieder zu Streitigkeiten. Es eskaliert während eines gemeinsamen Jahrmarktsbesuches. Charlie vertreibt sich lieber die Zeit mit einer anderen Frau als mit Patsy, und sie rächt sich, indem sie mit einem anderen Mann tanzt und sich anschließend von diesem nach Hause bringen lässt. Dort eskaliert der Streit weiter, und Charlie beschimpft sie als Hure und schlägt sie nieder. Dabei werden die beide von der gemeinsamen Tochter beobachtet. Nachdem Charlie abgeführt und die anschließende Nacht in einer Zelle verbracht hat, versucht er sich reumütig bei ihr zu entschuldigen. Doch weil Patsy ihre Ehe für gescheitert hält, lehnt sie seine Entschuldigungsversuche ab und meint, dass sie ihn nicht mehr lieben und somit auch keine weitere Chance geben könne. Als sie am 5. März 1963 von einem Konzert in Kansas City mit einem Privatflugzeug nach Hause fliegen will, stürzt es im Nebel ab und rammt einen Berg. Kurz vor ihrem Tod kann sie gerade noch nach Charlie rufen. Diesem bleibt nichts anderes als die Erinnerung an den ersten Tanz mit Patsy.

## Kritik
Sheila Benson von der Los Angeles Times verglich den Film mit Nashville Lady und meinte, man werde enttäuscht, da einerseits das Leben Clines nicht das gleiche wie Loretta Lynn sei und andererseits der Film mehr wie „ein Countrysong, mit all seinen Höhen und Tiefen, und nicht wie eine Musikbiografie“ geschrieben sei. Neben dem Drehbuch, welches voller „Biss und Mitgefühl“ sei, lobte sie insbesondere auch die Chemie, die zwischen den beiden Hauptdarstellern herrsche.
Der Regisseur Reisz konzentriere sich weniger auf das künstlerische Schaffen Clines als auf deren wechselvolle Ehe. Dennoch „gelingt es ihm die Begeisterung, die Bitterkeit und die unauslöschliche Hoffnung zu zeigen, die diese Liebe mit sich bringe“, meinte Janet Maslin von der New York Times. Außerdem lobte sie Lange für ihre „ausgelassene und warmblütige Lebensfreude“, die sie durch „ihr feines Spiel“ erreiche. Insbesondere im Zusammenspiel mit Harris „schaffen sie es durch die schiere Kraft ihre Persönlichkeit“ den Film zum Leben zu erwecken, wobei „die Regie und das Drehbuch geschickt und glaubwürdig“ bleiben.
Der Film beginne „mit mehr Tatkraft“, meinte der renommierte Filmkritiker Roger Ebert von der Chicago Sun-Times, als er später überhaupt „fähig sei zu halten“. Er lobe die Darstellungen der beiden Hauptdarsteller, wobei er betonte, dass es wohl nicht am Drehbuch läge, dass sie so gut seien.
Das Lexikon des internationalen Films meinte: „Karel Reisz heischt nicht nach Sensationen, sondern läßt Höhe- und Tiefpunkte der Sängerin wie beiläufig passieren. Dabei steht die wechselhafte Ehe mit einem trinkfreudigen Choleriker im Mittelpunkt, während tiefere Einblicke in die Wirklichkeit der Traumfabrik Country-Musik nicht gewährt werden. Unterhaltung für eingefleischte Country-Fans, die sich an Playback-Auftritten von Jessica Lange freuen können.“

## Hintergrund
Der Film kam am 4. Oktober 1985 in die US-Kinos und konnte dort etwas mehr als 9 Mio. US-Dollar wieder einspielen. In Deutschland wurde er am 17. Juni 1991 direkt auf VHS veröffentlicht.
Meryl Streep sprach für die Rolle der Patsy Cline vor, wurde jedoch abgelehnt. Auch sollte der Film ursprünglich I Fall to Pieces heißen.
Jessica Lange ist keine ausgebildete Musikerin, weswegen alle von ihr dargestellten Songs Playbackaufnahmen sind.

## Auszeichnungen (Auswahl)
Oscarverleihung 1986
- Beste Hauptdarstellerin: Nominierung für Jessica Lange

National Society of Film Critics Awards 1986
- Beste Hauptdarstellerin: Nominierung für Jessica Lange
- Beste Nebendarstellerin: Nominierung für Ann Wedgeworth